# NIAGARA TRIANGLE Vol.2
- 大瀧詠一 > 大瀧詠一の作品一覧 > NIAGARA TRIANGLE Vol.2
- 佐野元春 > NIAGARA TRIANGLE Vol.2
- 杉真理 > NIAGARA TRIANGLE Vol.2

『NIAGARA TRIANGLE Vol.2』（ナイアガラ・トライアングル ヴォリュームツー）は、1982年3月21日に発売されたナイアガラ・トライアングル（大滝詠一、佐野元春、杉真理）通算2作目のスタジオ・アルバム。

## 解説
山下達郎、伊藤銀次との前作『NIAGARA TRIANGLE Vol.1』以来6年ぶりのトライアングル企画第2弾。今回参加となった佐野元春、杉真理はともに1980年にソロ・デビューした“新人”だったが、佐野は佐藤奈々子の共作者として3枚のアルバムで楽曲制作に参加。杉は自身が率いるバンド“マリ & レッド・ストライプス”で2枚のアルバムを発表。両者とも1970年代後半には既に音楽業界に足を踏み入れていた。二人はアマチュア時代に参加したコンテストで言葉を交わしたことがあり、そのとき佐野が自身のバンド“バックレイン元春セクション”で出場したときの曲目が本作収録の「Bye Bye C-Boy」だった。当時、バンド“ピープル”で出場していた杉はこの曲に深い感銘を受けたという。
そんな二人に声をかけたのが当時、アルバム『A LONG VACATION』がヒット中だった大滝詠一。1981年7月21日から24日まで、新宿のルイードで行われた、レコード会社の枠を超えて新人を売り出そうと計画された、新人アーティスト4人によるショーケース・ライヴ『JAPACON』（ジャパン・コンテンポラリー・サウンド・コンサート）でのことだった。杉によれば「『ジャパコン・ウィーク』は、最初の日に佐野くんがやって、次が濱田金吾くん、その次が網倉一也くん、最後の日が僕でした。その日（7月24日）はジャパコンの3人以外にも、竹内まりやや須藤薫、それから大滝詠一さんが来てくれたんです。で、僕が大滝さんをステージに呼んだら、大滝さんがお客さんに向かって話しはじめた。“昔、『ナイアガラ・トライアングル』というのがあったけど、知ってるかい?”、“知ってるー!”、“あのアルバムには『Vol.1』と打ってあったんだけど、知ってるかい?”、“知ってるー!”、“だから『Vol.2』を作ろうと思っている。ひとりは杉くんで行こうと思ってるんだけど、どうだい?”。そのとき僕は驚きと“当然だ”という自負が混ざったような気持ちだったけど、即座に“やります”って答えた。“もうひとりも、ちょうどここに来ている。佐野くん、どうだい?”、“やります”。その場で決まったんだけど、そのとき、スタッフは全然知らなかったんですよ。たぶん、スタッフ・サイドから入っていったら、トライアングルは出来なかったんじゃないかな。それから、大滝さんは、佐野くんとのバランスを考えて、三枚目を捜してたんだと思います」という。後に杉は「トライアングルの発表があった日、ある知人の家に大滝さんと一緒に行ってね、大滝さんが“やはり楽しい音楽をやるために、そういうイヤな力はどんどん排除していこうよ”って言ってたのがすごく良くて。理屈っぽい言葉じゃなくて“楽しい音楽”って言ったところが大滝さんの好きなところですね」「だから何か、この人に声をかけてもらって良かったなぁ、と思ったんですよ」と振り返っている。佐野も「大滝さんは知識をたくさん持っているけれども、知識だけじゃなくて知恵のある人だと思う。僕の上の世代の人たちはあまり僕らに伝えてくれなかったけれど、大滝さんは僕にいろんなことを伝えてくれて、僕はその中から必要なものだけを貰いました。世代間の繋がりを強く感じさせてくれた人です。そして、ナイアガラというメディアを借りて作品を発表できたのは、すごくラッキーでした。感謝しています」と答えている。
こうして結成されたナイアガラ・トライアングルはシングル「A面で恋をして」をリリース。ナイアガラ・レーベルとしては過去にないヒットとなり、同年12月3日渋谷公会堂で行われた、会場内にFM電波を飛ばして、観客はヘッドフォンで音を聴くという実験的コンサート『ヘッドフォン・コンサート』には佐野と杉がゲスト出演し、3人ではじめて「A面で恋をして」がライヴで披露された。また、佐野がソロで「SOMEDAY」を歌った際には、『トライアングル1』のメンバーで、当時佐野のバンドでギターを担当していた伊藤がステージに登場し、大きな拍手を送られる場面もあった。
シングルの好結果を受け、ナイアガラ・トライアングルはアルバム制作へと繋がったが、大滝によれば「まあ、シングルだけで終わる構想もないわけじゃなかったんだけど。松田聖子の<風立ちぬ>が10月7日に出て、<A面で恋をして>が10月21日に出て。うまくいったから『トライアングル』はアルバムにするしかないだろう、と。で、二人からデモ・テープが来た。佐野くんは<Bye Bye C-Boy>と、僕がリクエストした<彼女はデリケート>。杉くんはまず<Nobody>。それで<ガールフレンド>。で、レコーディングが始まって、<Nobody>が上がってくる。佐野くんと杉くん二人で歌ってる。バッチリなわけだよ。<ガールフレンド>もいい。やったなって思いで」とし、3人の共通項であるリヴァプールサウンドを基本テーマに、それぞれが持つ独自のセンスを発揮した楽曲で構成されたアルバムに仕上がり、オリコン最高2位を記録し、50万枚近いセールスを上げた。
奇しくも佐野サイドのエンジニア吉野金次、杉サイドのエンジニア助川健共に大滝とは関わりがあり、吉田保と吉野は東芝音楽工業時代のエンジニア仲間であった。

## 収録曲

### SIDE 1
1. A面で恋をして
  - 作詞：松本隆、作曲：大瀧詠一
  - 本作の先行シングル曲で、シングルとは別ミックス。大滝は当初、この曲をアルバムに収録しないつもりだったが、やはり大きく目玉にするのがノーマルな形だと考え、収録に至った。後に大滝は「ない方が地味だったかもしれないけど。今は入れてよかったと思ってる」[book 8]と答えている。また、杉はこの曲について「これをレコーディングしている時、大滝さんが本人以上に僕と佐野くんのことを知っていたので、驚きました。それから、これは意識的なものかどうか分からないけど、松本隆さんの歌詞にも驚きました。佐野くんのソロ・パートには“ドライブ”が出てきて、僕のソロ・パートには“クラクション”が出てきた。辻褄がピッタリ合っちゃったんです」[book 3]と、後に語っている。
2. 彼女はデリケート
  - 作詞・作曲：佐野元春
  - 1980年に発表された沢田研二への提供曲のセルフ・カヴァー。大滝の希望で本作に収録された。佐野は「大滝さんのプロデュースによるところが多いです。彼は、僕の中に持っている疾走感だとか、その辺をシングルだったので浮き立たせたかったと思う。だから、最初やったときはクールなロックンロールで、バックに破れたようなギターの音の壁を作っていくというようなタッチだったんだけども、大滝さんの助言でアコースティック・ギターを入れて、パーカッションを入れて、わりと騒がしい一番単純なロックンロールに結局的には仕上がりました。僕は、感じはどっちも良かったです」とし、何故か藤木孝の匂いを感じてしまうという[book 6]。もともとフェイド・アウトするつもりで佐野は録音していたが、「ロックンロールはカット・アウトで終わるべき」との大滝の進言から伊藤銀次のギターを加えて、急遽カット・アウトに変更された[book 9][book 10]。大滝はこの曲が、かつて自身が沢田に提供した<あの娘にご用心>と通じるものを感じたという。「当然、佐野くんは知らないんだけども、僕が沢田研二に書いてた<あの娘にご用心>が<彼女はデリケート>となって80年の暮れに出てきた。佐野くんとはその前に偶然に会っているにもかかわらず、裏の見えないところで繋がっていたとは僕も思ってなかった」という。<彼女はデリケート>を収録した沢田のアルバム『G.S.I LOVE YOU』[注釈 13]は全曲、アレンジを伊藤が手がけたことを踏まえて大滝は「<あの娘にご用心>のコーラスが山下じゃなくて銀次だったら沢田さんとのリレーションも分かりやすかったんだけどね。という不思議な縁があったので、『トライアングルVol.2』の1曲目は<彼女はデリケート>でなければ、と後に思ったんですね」[book 7]としている。なお、曲はじめの詩の朗読は羽田空港のロビーで、佐野自身がソニー社製デンスケで“生録”したもの[book 10]。
3. Bye Bye C-Boy
  - 作詞・作曲：佐野元春
  - 佐野が高校時代に出場した『第8回ポピュラーソングコンテストつま恋本選会』[注釈 14]にて自身のバンド“バックレイン元春セクション”で演奏した曲。「Bye Bye C-Boy」の“C”とはクリスチャンのことで、ミッション系の高校に通っていた佐野自身のことと思われる[book 11]。10代のときに作った曲で佐野自身、本作収録曲の中で一番思い出が深いという。「8年ぐらいのブランクをおいてレコードになったと思うけど、これはいつしかレコードにしようと思ってて、なったときはすごく嬉しかったですね。これは、ビートルズのパロディ以外の何者でもなくて、僕にとって唯一、女の人の立場から書いた曲なんだけど」[book 6]と答えている。さらに、「8年前にバックレイン元春セクションでやった時は、ある程度パワーを感じてやってましたけど、今レコードになったものを聞いてみると、やっぱり当時こういうことをやりたかったんだということを新たに表明したに過ぎなかったかなって気がします」[book 6]と振り返っている。佐野によれば、間奏部に出てくる語りは聖書の一節を朗読したものだという。
4. マンハッタンブリッヂにたたずんで
  - 作詞・作曲：佐野元春
  - 当初は次作[注釈 15]への収録を予定していたが、曲を聞いた大滝から是非欲しいという要望を受けて本作に収録された[注釈 16]。佐野は「最初、詞を書いて銀次なんかに聞かせると、暗いって言われて。何か佐野くん、だんだん暗くなってきたんじゃないとか言われて、すごく焦ったんです。だけど、ライチャス・ブラザーズなんかも、詞だけ読んでいるとすごく大袈裟なんだ。だけど全体のサウンド・タッチとか、そういうのでポップ・ソングになりえている。すなわち詞って論理だと思うわけです。その論理が作られたサウンドの中で論理ではなくなってきた。だから、論理がどれくらいポップ・ソングになりえるかみたいな一つの実験材料としてやってみたんだ」[book 6]という。伊藤に言われてその後、もう一回書き直して出来たのがこの曲だという。後にシングル「Happy Man」[注釈 17]のカップリングに収録された。
5. Nobody
  - 作詞・作曲：杉真理
  - 杉によればこの曲はジョン・レノンが亡くなった直後に作ったという。「その時からレコーディングするときは、サビの部分の下のコーラスを佐野くんに付けて貰いたいと思っていたんです。コーラスを録った後、佐野くんと一緒に1本のマイクで掛け声みたいなものをやったら、恐ろしいほどにキマリました」[book 3]という。間奏のリード・ギターは杉自身が弾いている。
6. ガールフレンド
  - 作詞・作曲：杉真理
  - この曲は竹内まりやのデビュー・アルバム『BEGINNING』[注釈 18]へ書き下ろした「目覚め (Waking Up Alone)」を自身の詞に変えた曲。この曲の作詞を手がけた松山猛の了承を得て、女性からの視点だった歌詞を変え、「ガールフレンド」に改題、セルフ・カヴァーした[book 10]。杉は「佐野くんの家で、対大滝詠一の作戦会議を開いたとき、アコースティックなスローの曲がないということで、この曲をやることになったんです。まりやの<目覚め>は<恋はみずいろ>の世界に近いものになっちゃったけど、これはデモ・テープの時のイギリスっぽい寂れたムードに近いものになったと思う」[book 3]としている。
7. 夢みる渚
  - 作詞・作曲：杉真理
  - これも竹内まりやのシングル用に書かれた曲だが、彼女のディレクターの意向で不採用となった曲だという。杉は自身の次作『OVERLAP』[注釈 19]への収録を考えていたが、大滝からの“一番杉らしいんじゃない? 『トライアングル』に入れろよ”というアドバイスに“ああそうかな”と思い、本作への収録となった。当初は自分では気づかなかったが、ダビングをしていく内にわかってきたので、その感謝の意味を込め、歌詞の中に“LONG VACATION”という一節が入れられた。さらに杉は、鈴木茂にスティール・ギターを入れて貰ったことで、自分の世界が一挙に広がった曲だともしている。後にアルバム『HAVE A HOT DAY!』[注釈 20]にてセルフ・カヴァーしており、そこでは“LONG VACATION”が“NIAGARA TRIANGLE”に変更されている[book 10]。

### SIDE 2
1. Love Her
  - 作詞・作曲：杉真理
  - この曲は『トライアングルVol.2』の半年ほど前に書いた曲だという。杉は「ピアノでCマイナーを弾いて“LOVE HER”と歌った時、何故か秋吉久美子さんの顔が浮かびました。これも自分のアルバムに入れるつもりだったんですけど、大滝さんに“杉らしいんじゃない?”と言われて最初は色々と反論していたんだけど結局、入れることになりました」[book 3]という。アルバム・リリース後、3人でのハワイ旅行の時、出発前に空港で佐野から真っ先に“<LOVE HER>って、いいね”と言われたことを覚えているという。
2. 週末の恋人たち
  - 作詞・作曲：佐野元春
  - 佐野曰く“ナイアガラ用に書いた曲”だという。クルーナー的ともいえるソフトな歌唱はツアー続きのために喉がへたっていたことが要因で、苦肉の策で生まれたものだと佐野は語っている[book 10]。さらに「大滝さんを聞く人はいわゆる20代のモラトリアムの状態にあるっていうか、自分の場所がよく決定しない中で、何か自分の人生の意味みたいなものを模索しているという人がきっと多いだろうと感じたんです。その人たちに向けての曲で、自分はとにかく働かなくちゃいけない。それで稼いだ金っていうのは自分が生活するよりも何よりも君にいかしたバースデイ・プレゼントを贈りたいためなんだよというような、わりと今の心情を歌いたいなと思って。僕もそうだけど、僕の歌っていうのは皆モラトリアムの人たちが出てくるんだ、10代の人も、20代の人も。でもサウンドがソフトすぎて、今聞くとすごくくすぐったい」[book 6]という。のちにバラード・ベスト・アルバム『Slow Songs』[注釈 21]にリミックス・ヴァージョンで収録された。
3. オリーブの午后
  - 作詞：松本隆、作曲：大瀧詠一
  - 当初、大滝は佐野と杉の楽曲を踏まえ、「二人がリヴァプール・イディオムだっていうのは百もわかってるわけじゃない? だから最初は俺もリヴァプール・イディオムでやろうと思ったの。そうしたらアルバムの統一性が出るし。で、思いついたのがそのときはまだ曲にしなかったんだけど、1曲目が後に<1969年のドラッグ・レース>になるアイデア。俺がイギリスって言ったらデイヴ・クラーク・ファイヴだから。あえてDC5の<トライ・トゥ・ハード>をイントロにしてるってことは、リヴァプールでっせという宣言。コード進行はホリーズの<ジェニファー・エックルズ>とポール・サイモンの<59番街橋の歌>と同じ。2曲目はマンフレッド・マンの<マイティ・クイン>。それが後に<恋のナックル・ボール>になる。20周年盤『イーチ・タイム』[注釈 22]に入れたスロウ・ヴァージョン。またあれもバディ・ホリーなの。俺にとってリヴァプールっていったらバディ・ホリーとエヴァリー・ブラザーズなのよ。リヴァプールのオリジン。周辺なりオリジンをやることでそれを出す。どうしてもひねるんだよ。佐野くんや杉くんがビートルズ・オリエンテッドなものをそのまま素直に出せるっていうのは世代だね。<Nobody>や<彼女はデリケート>を聞いたとき、ストレートに行ける君たちがうらやましかったですよ。だから僕はDC5/ホリーズと、マンフレッド・マン、そしてジョー・ミークでいこうと構想した。ジョー・ミークは君たちにはないからね。それで<A面で恋をして>がバディー・ホリーのスペクター・サウンド。この4曲でやったらうまくいくんじゃないかって。つまり僕のところは<1969年のドラッグ・レース>、<恋のナックル・ボール>、<フィヨルドの少女>[注釈 23]、<A面で恋をして>になってたかもしれない」[book 7]と思っていたというが、「でも、元はといえば『ロング・バケイション』[注釈 8]の続編が出る予定の年だったんだよ。ソニーとしてはね。なんとしても『ロンバケ2』を出して欲しかった。だから、結局そっちをやった。あれは片面の『ロング・バケイション2』なわけ。だって、『ロング・バケイション』が待たれているんだもの。とともに、松田聖子の『風立ちぬ』[注釈 24]のアルバムで片面分5曲を作ったから、それと完璧にシンメトリックにした」[book 7]とし、<風立ちぬ>は<オリーブの午后>、<一千一秒物語>は<白い港>、<ガラスの入り江>は<Water Color>、<いちご畑でつかまえて>は<♡じかけのオレンジ>で、これをAB面として聞くと完璧なシンメトリーになっているという。
4. 白い港
作詞：松本隆、作曲：大瀧詠一
5. Water Color
作詞：松本隆、作曲：大瀧詠一
6. ♡じかけのオレンジ
  - 作詞：松本隆、作曲：大瀧詠一
  - エンディングの後にSEが続けて収録されている。

## クレジット

### SANO's SIDE
| Engineers | : | - 飯泉“TOPPY”俊之 - 水谷照也 - 中山大輔 |

| Assistant : 坂元“SMILEY”達也            |
| Re-Mix Engineer : 吉野金次              |
| Recorded at CBS/SONY Roppongi, TAKE ONE |
| Re-Mixed at TAKE ONE Studio             |

| Direction | : | - 小坂洋二 (EPIC SONY) - 早川隆 (THUNDER MUSIC) - 伊藤銀次 |

| Arranger : 佐野元春                              |
|                                                  |
| «MUSICIANS»                                      |
| Dr : 山木秀夫、島村英二                          |
| E.B : 小野田“diet”清文                           |
| W.B : 荒川康男                                   |
| E.G : 村松邦男、今剛、土方隆行、伊藤銀次、矢島賢 |

| A.G | : | - 青山徹、土方隆行、谷康一、吉川忠英、安田裕美、笛吹利明、 - 田代耕一郎 |

| Key : 西本明、佐野元春、国吉良一                 |
| Per : 鳴島英治、高杉登、柴田“daddy”光久          |
| Horns : 数原晋、小林正弘、柴田“daddy”光久        |
| Cho : プリティ・フラミンゴス、佐野元春、伊藤銀次 |
| Str.Arr : 大村雅朗                               |

| Guests | : | - 蒲田野次馬ブラザーズ (A-2)、The Heartland (A-2)、 - Uncle Cornel Thanders (A-3) |

| Thanks : Music Land & Take One Studio's Coffee |

### SUGI's SIDE
| Engineers : 助川健、大野邦彦 |

| Assistants | : | - 伊東俊郎、大城健、 - 高松幹大、渡辺茂実、 - 川部修久、鈴木良博 |

| Re-Mix Engineer : 助川“GH”健 |

| Recorded at | - CBS/SONY, - Sound City, TAKE ONE |

| Re-Mixed at CBS/SONY, Roppongi & Shinanomachi |

| Direction | : | - 鈴木幹次 (東京音楽出版) - 須藤晃 (CBS/SONY) |

| Arranger : 杉真理                          |
|                                            |
| «MUSICIANS»                                |
| Dr : 林立夫、藤本吉文、島村英二            |
| E.B : 岡沢茂、高嶋正博                     |
| E.G : 鈴木茂、杉真理、佐々木信教           |
| A.G : 吉川忠英                             |
| Key : 佐藤準、中西康晴、堀口和男、嶋田陽一 |
| Per : 石井宏太郎                           |
| Horns : 数原晋、小林正弘、山田栄           |
| Cho : 杉真理、堀口和男                     |
| Str.Arr : 佐藤準                           |
| Guest : 佐野元春 (A-5)                     |

### OHTAKI's SIDE
| Recording & Re-Mixed Engineer : 吉田“座頭ミックス”保 |

| Assistants | : | - Papilapopa大野、 - マイムマイム大城、Yakiniku川部、Golf芳川、 - Kusomajime深田、コケティッシュ渡辺、 - メトロノームAtom |

| Recorded & Re-Mixed at | - CBS/SONY Studio, - Roppongi & Shinanomachi |

| Direction : 白川隆三 (CBS/SONY) |
| Arranger : CHELSEA              |
|                                 |
| «MUSICIANS»                     |
| Dr : 青山純、林立夫、島村英二   |
| E.B : 長岡道夫、後藤次利        |
| W.B : 荒川康男                  |
| E.G : 鈴木茂、村松邦男          |

| A.G | : | - 吉川忠英、安田裕美、笛吹利明、徳武弘文、加藤博之、 - 鳴海寛、三畑卓次、宮本浩和、松下誠、荻谷清 |

| Key | : | - 井上鑑、国吉良一、難波弘之、松任谷正隆、 - 中西康晴、山川恵津子 |

| Per | : | - 鳴島英治、川瀬正人、石井宏太郎、高杉登、 - 菅原由紀、斉藤ノブ、横山達治、片山茂光、木村誠、納見義徳 |

| Horns | : | - 斉藤清、稲垣次郎、Jake H.Cousepsion、 - 砂原俊三、原田忠幸 |

| Harp : 山川恵子、入江愛子          |
| Mandola : 宇都宮積善、和智秀樹     |
| Str Arr : 井上鑑、松任谷正隆 (A-1) |
| Thanks To ヨロシタ ミュージック    |

| Motoharu Sano appears by the Courtesy of EPIC/SONY Records |
| Ginji Itoh appears by the Courtesy of POLYSTAR Records     |
| Cutting Engineer : Gutsman鉄平                             |
| Produced by Eichi Ohtaki                                   |

### スタッフ
- PRODUCER: 大瀧詠一
- CO-PRODUCERS: 佐野“ライオン”元春、杉“Baby Talk”真理
- ENGINEERS: 吉田保、吉野金次、助川健
- COVER DESIGN: 中山泰

## CD選書シリーズ

### 解説
「CD選書シリーズ」の一枚として廉価盤でのリリース。1991年リマスターを使用、全13曲のオリジナルに戻された。

### 収録曲
1. A面で恋をして  –  (3:13)
松本隆 / 大瀧詠一
2. 彼女はデリケート  –  (3:31)
佐野元春
3. Bye Bye C-Boy  –  (3:20)
佐野元春
4. マンハッタンブリッヂにたたずんで  –  (3:46)
佐野元春
5. Nobody  –  (2:27)
杉真理
6. ガールフレンド  –  (3:18)
杉真理
7. 夢みる渚  –  (3:44)
杉真理
8. Love Her  –  (3:51)
杉真理
9. 週末の恋人たち  –  (3:53)
佐野元春
10. オリーブの午后  –  (3:39)
松本隆 / 大瀧詠一
11. 白い港  –  (4:09)
松本隆 / 大瀧詠一
12. Water Color  –  (4:07)
松本隆 / 大瀧詠一
13. ♡じかけのオレンジ  –  (3:13)
松本隆 / 大瀧詠一

### クレジット

#### SANO's SIDE
| Engineers | : | - 飯泉“TOPPY”俊之 - 水谷照也 - 中山大輔 |

| Assistant : 坂元“SMILEY”達也             |
| Re-Mix Engineer : 吉野金次               |
| Recorded at CBS/Sony Roppongi, TAKE ONE. |
| Re-Mixed at TAKE ONE Studio              |

| Direction | : | - 小坂洋二 (EPIC SONY) - 早川隆 (THUNDER MUSIC) - 伊藤銀次 |

| Arranger : 佐野元春                              |
|                                                  |
| «MUSICIANS»                                      |
| Dr : 山木秀夫、島村英二                          |
| E.B : 小野田“diet”清文                           |
| W.B : 荒川康男                                   |
| E.G : 村松邦男、今剛、土方隆行、伊藤銀次、矢島賢 |

| A.G | : | - 青山徹、土方隆行、谷康一、吉川忠英、安田裕美、 - 笛吹利明、田代耕一郎 |

| Key : 西本明、佐野元春、国吉良一                 |
| Per : 鳴島英治、高杉登、柴田“daddy”光久          |
| Horns : 数原晋、小林正弘、柴田“daddy”光久        |
| Cho : プリティ・フラミンゴス、佐野元春、伊藤銀次 |
| Str.Arr : 大村雅朗                               |

| Guests | : | - 蒲田野次馬ブラザーズ (2)、 - The Heartland (2)、 - Uncle Cornel Thanders (3) |

| Thanks | : | - Music Land & Take One Studio's - Coffee |

#### SUGI's SIDE
| Engineers : 助川健、大野邦彦 |

| Assistants | : | - 伊東俊郎、大城健、 - 高松幹大、渡辺茂実、 - 川部修久、鈴木良博 |

| Re-Mix Engineer : 助川“GH”健 |

| Recorded at | - CBS/Sony - Sound City, TAKE ONE |

| Re-Mixed at | - CBS/SONY, - Roppongi & Shinanomachi |

| Direction | : | - 鈴木幹次 (東京音楽出版) - 須藤晃 (CBS/SONY) |

| Arranger : 杉真理                          |
|                                            |
| «MUSICIANS»                                |
| Dr : 林立夫、藤本吉文、島村英二            |
| E.B : 岡沢茂、高嶋正博                     |
| E.G : 鈴木茂、杉真理、佐々木信教           |
| A.G : 吉川忠英                             |
| Key : 佐藤準、中西康晴、堀口和男、嶋田陽一 |
| Per : 石井宏太郎                           |
| Horns : 数原晋、小林正弘、山田栄           |
| Cho : 杉真理、堀口和男                     |
| Str.Arr : 佐藤準                           |
| Guest : 佐野元春 (5)                       |

#### OHTAKI's SIDE
| Recording & Re-Mixed Engineer : 吉田“座頭ミックス”保 |

| Assistants | : | - Papilapopa 大野、マイムマイム 大城、Yakiniku 川部、 - Golf 芳川、Kusomajime 深田、 - コケティッシュ 渡辺、メトロノームAtom |

| Recorded & Re-Mixed at | - CBS/Sony Studio, - Roppongi & Shinanomachi |

| Direction : 白川隆三 (CBS/SONY) |
| Arranger : CHELSEA              |
|                                 |
| «MUSICIANS»                     |
| Dr : 青山純、林立夫、島村英二   |
| E.B : 長岡道夫、後藤次利        |
| W.B : 荒川康男                  |
| E.G : 鈴木茂、村松邦男          |

| A.G | : | - 吉川忠英、安田裕美、笛吹利明、徳武弘文、 - 加藤博之、鳴海寛、三畑卓次、宮本浩和、 - 松下誠、荻谷清 |

| Key | : | - 井上鑑、国吉良一、難波弘之、松任谷正隆、 - 中西康晴、山川恵津子 |

| Per | : | - 鳴島英治、川瀬正人、石井宏太郎、高杉登、 - 菅原由紀、斉藤ノブ、横山達治、片山茂光、木村誠、 - 納見義徳 |

| Horns | : | - 斉藤清、稲垣次郎、Jake H.Cousepsion、 - 砂原俊三、原田忠幸 |

| Harp : 山川恵子、入江愛子        |
| Mandola : 宇都宮積善、和智秀樹   |
| Str Arr : 井上鑑、松任谷正隆 (1) |
| Thanks To ヨロシタ ミュージック  |

| Motoharu Sano appears by the Courtesy of EPIC/SONY Records |
| Ginji Itoh appears by the Courtesy of POLYSTAR Records     |
| Produced by EIICHI OHTAKI                                  |
| Remasterd on Dec. 1990 & Jan. 1991                         |
| Engineer: Teppei Kasai                                     |

#### スタッフ
- PRODUCER: 大瀧詠一
- CO-PRODUCERS: 佐野“ライオン”元春、杉“Baby Talk”真理
- ENGINEERS: 吉田保、吉野金次、助川健
- COVER DESIGN: 中山泰

## 20th Anniversary Edition

### 解説
大滝詠一監修による2002年リマスタリング音源を使用。ボーナス・トラックとして、「彼女はデリケート」と「♡じかけのオレンジ」のシングル・ヴァージョン。アルバムからのシングル・カットに際しB面に収録されたアルバム未収録3曲。さらに「A面で恋をして」のCMヴァージョンを加えた計6曲を収録。

### 収録曲
1. A面で恋をして  –  (3:12)
松本隆 / 大瀧詠一
2. 彼女はデリケート  –  (3:31)
佐野元春
3. Bye Bye C-Boy  –  (3:20)
佐野元春
4. マンハッタンブリッヂにたたずんで  –  (3:47)
佐野元春
5. Nobody  –  (2:28)
杉真理
6. ガールフレンド  –  (3:17)
杉真理
7. 夢みる渚  –  (3:44)
杉真理
8. Love Her  –  (3:51)
杉真理
9. 週末の恋人たち  –  (3:53)
佐野元春
10. オリーブの午后  –  (3:40)
松本隆 / 大瀧詠一
11. 白い港  –  (4:11)
松本隆 / 大瀧詠一
12. Water Color  –  (4:08)
松本隆 / 大瀧詠一
13. ♡じかけのオレンジ  –  (3:13)
松本隆 / 大瀧詠一
14. 彼女はデリケート (Single Version)  –  (2:46)
  - 佐野元春
  - アルバムからのシングル・カット[注釈 25]。イントロのSE〜佐野の語りがカットされ、エンディングも一部編集されて短くなっている。後に、オープニングに新たなSEが追加されてベスト・アルバム『No Damage』[注釈 26]に収録されたほか、ベスト・アルバム『THE SINGLES EPIC YEARS 1980-2004』[注釈 27]に“Short edited version”として収録された。
15. こんな素敵な日には  –  (4:12)
  - 佐野元春
  - 本作と同日発売のシングルには、アルバム未収録曲がカップリングとして収録されていて、この曲は佐野のシングル「彼女はデリケート」[注釈 25]のカップリング。佐野が大学時代、マイケル・フランクスやベン・シドラン、マーク＝アーモンドといったいわゆるトミー・リピューマがプロデュースしたような系統の音楽を聞いていた頃に書かれた曲だという。後にベスト・アルバム『No Damage』[注釈 26]、『SLOW SONGS』[注釈 21]それぞれに収録された。2014年には、雪村いづみとの共演アルバム『トーキョー・シック』[注釈 28]で再レコーディングされている。
16. ラストナイト  –  (3:50)
  - 杉真理
  - 杉のシングル「夢見る渚」[注釈 29]のカップリング。杉が当初アルバム収録を予定していたのは「ガールフレンド」と「Nobody」に、『OVERLAP』[注釈 19]収録曲の「Lonely Girl」、そして、この「ラストナイト」だったという。この曲は杉によれば「以前から劇中劇みたいなものが好きだったので、やってみたいと思っていたアイデアなんです。途中のライヴっぽくなるところのフレーズは<ライヴ・カプセル>のパロディーです。あのシーンでは僕はビートルズの曲のタイトルを連呼しています」[book 3]という。
17. ROCK'N' ROLL 退屈男  –  (3:01)
  - 大瀧詠一
  - 大滝のシングル「♡じかけのオレンジ」[注釈 30]のカップリングで、クレジットは“大滝詠一 with Jack Tones”名義となっている。80年代で最も70年代ナイアガラ的な曲[book 13]。後に、ソニー時代の提供曲を集めたコンピレーション・アルバム『大瀧詠一 Song Book I -大瀧詠一作品集 (1980-1985)-』[注釈 31]に、イントロのカウント音がカットされたバージョンで収録。2010年の改定盤『大瀧詠一 Song Book I -大瀧詠一 作品集 Vol.1 (1980-1998)-』[注釈 32]ではカウント入りで収録された。また、エンディングが「ひらけ!ポンキッキ」でコーナーのBGMに使用された。
18. ♡じかけのオレンジ (Single Version)  –  (2:51)[注釈 30]
  - 松本隆 / 大瀧詠一
  - エンディングのSEがカットされている。
19. A面で恋をして (CM Version)
  - 松本隆 / 大瀧詠一
  - 終了後、マシンガンのSEが入っている。

### クレジット

#### SANO's SIDE
| Engineers | : | - 飯泉“TOPPY”俊之 - 水谷照也 - 中山大輔 |

| Assistant : 坂元“SMILEY”達也             |
| Re-Mix Engineer : 吉野金次               |
| Recorded at CBS/Sony Roppongi, TAKE ONE. |
| Re-Mixed at TAKE ONE Studio              |

| Direction | : | - 小坂洋二 (EPIC SONY) - 早川隆 (THUNDER MUSIC) - 伊藤銀次 |

| Arranger : 佐野元春                              |
|                                                  |
| «MUSICIANS»                                      |
| Dr : 山木秀夫、島村英二                          |
| E.B : 小野田“diet”清文                           |
| W.B : 荒川康男                                   |
| E.G : 村松邦男、今剛、土方隆行、伊藤銀次、矢島賢 |

| A.G | : | - 青山徹、土方隆行、谷康一、吉川忠英、安田裕美、 - 笛吹利明、田代耕一郎 |

| Key : 西本明、佐野元春、国吉良一                 |
| Per : 鳴島英治、高杉登、柴田“daddy”光久          |
| Horns : 数原晋、小林正弘、柴田“daddy”光久        |
| Cho : プリティ・フラミンゴス、佐野元春、伊藤銀次 |
| Str.Arr : 大村雅朗                               |

| Guests | : | - 蒲田野次馬ブラザーズ (2) - The Heartland (2) - Uncle Cornel Thanders (3) |

| Thanks | : | - Music Land & Take One Studio's - Coffee |

#### SUGI's SIDE
| Engineers : 助川健、大野邦彦 |

| Assistants | : | - 伊東俊郎、大城健、 - 高松幹大、渡辺茂実、 - 川部修久、鈴木良博 |

| Re-Mix Engineer : 助川“GH”健 |

| Recorded at | - CBS/Sony - Sound City, TAKE ONE |

| - Re-Mixed at CBS/SONY, - Roppongi & Shinanomachi |

| Direction | : | - 鈴木幹次 (東京音楽出版) - 須藤晃 (CBS/SONY) |

| Arranger : 杉真理                          |
|                                            |
| «MUSICIANS»                                |
| Dr : 林立夫、藤本吉文、島村英二            |
| E.B : 岡沢茂、高嶋正博                     |
| 鈴木茂、杉真理、佐々木信教                 |
| A.G : 吉川忠英                             |
| Key : 佐藤準、中西康晴、堀口和男、嶋田陽一 |
| Per : 石井宏太郎                           |
| Horns : 数原晋、小林正弘、山田栄           |
| Cho : 杉真理、堀口和男                     |
| Str.Arr : 佐藤準                           |
| Guest : 佐野元春 (5)                       |

#### OHTAKI's SIDE
| Recording & Re-Mixed Engineer : 吉田“座頭ミックス”保 |

| Assistants | : | - Papilapopa 大野、 - マイムマイム 大城、Yakiniku 川部、 - Golf 芳川、Kusomajime 深田、 - コケティッシュ 渡辺、メトロノームAtom |

| Recorded & Re-Mixed at | - CBS/Sony Studio, - Roppongi & Shinanomachi |

| Direction | : | - 白川隆三 (CBS/SONY) - 城田雅昭 (Niagara Room) |

| Arranger : CHELSEA            |
|                               |
| «MUSICIANS»                   |
| Dr : 青山純、林立夫、島村英二 |
| E.B : 長岡道夫、後藤次利      |
| W.B : 荒川康男                |
| E.G : 鈴木茂、村松邦男        |

| A.G | : | - 吉川忠英、安田裕美、笛吹利明、徳武弘文、 - 加藤博之、鳴海寛、三畑卓次、宮本浩和、 - 松下誠、荻谷清 |

| Key | : | - 井上鑑、国吉良一、難波弘之、松任谷正隆、 - 中西康晴、山川恵津子 |

| Per | : | - 鳴島英治、川瀬正人、石井宏太郎、高杉登、 - 菅原由紀、斉藤ノブ、横山達治、片山茂光、木村誠、 - 納見義徳 |

| Horns | : | - 斉藤清、稲垣次郎、Jake H.Cousepsion、 - 砂原俊三、原田忠幸 |

| Harp : 山川恵子、入江愛子        |
| Mandola : 宇都宮積善、和智秀樹   |
| Str Arr : 井上鑑、松任谷正隆 (1) |
| Thanks To ヨロシタ ミュージック  |

| Motoharu Sano appears by the Courtesy of EPIC/SONY Records |
| Ginji Itoh appears by the Courtesy of POLYSTAR Records     |
| Produced by EIICHI OHTAKI                                  |
| Remastered on Jan & Feb. 2002                              |
| Engineer: TETSUYA NAITOH                                   |

#### スタッフ
- PRODUCER: 大瀧詠一
- CO-PRODUCERS: 佐野“ライオン”元春、杉“Baby Talk”真理
- ENGINEERS: 吉田保、吉野金次、助川健
- COVER DESIGN: 中山泰

## 30th Edition

### 解説
30周年盤は2011年リマスターによるdisc 1と、全曲分の純カラオケ・バージョンを収録したボーナス・ディスクのdisc 2で構成。そのうち「A面で恋をして」はコーラスあり、なしの2ヴァージョンを収録。初回盤はデジパック＋三方背ボックスによる限定仕様のほか、“ナイアガラトライアングルvol.2 オリジナルグッズ”プレゼント応募ハガキを封入。

### disc 1<ナイアガラトライアングルvol.2>
1. A面で恋をして  –  (3:11)
作詞：松本隆、作曲：大瀧詠一
2. 彼女はデリケート  –  (3:30)
作詞・作曲：佐野元春
3. Bye Bye C-Boy  –  (3:20)
作詞・作曲：佐野元春
4. マンハッタンブリッヂにたたずんで  –  (3:47)
作詞・作曲：佐野元春
5. Nobody  –  (2:27)
作詞・作曲：杉真理
6. ガールフレンド  –  (3:17)
作詞・作曲：杉真理
7. 夢みる渚  –  (3:44)
作詞・作曲：杉真理
8. Love Her  –  (3:51)
作詞・作曲：杉真理
9. 週末の恋人たち  –  (3:53)
作詞・作曲：佐野元春
10. オリーブの午后  –  (3:39)
作詞：松本隆、作曲：大瀧詠一
11. 白い港  –  (4:09)
作詞：松本隆、作曲：大瀧詠一
12. Water Color  –  (4:07)
作詞：松本隆、作曲：大瀧詠一
13. ♡じかけのオレンジ  –  (3:11)
作詞：松本隆、作曲：大瀧詠一

### disc 2<ナイアガラトライアングルvol.2 TRACKS>
1. A面で恋をして（Choアリ）  –  (3:11)
2. 彼女はデリケート  –  (3:17)
3. Bye Bye C-Boy  –  (3:19)
4. マンハッタンブリッヂにたたずんで  –  (3:47)
5. Nobody  –  (2:25)
6. ガールフレンド  –  (3:18)
7. 夢みる渚  –  (3:44)
8. Love Her  –  (3:50)
9. 週末の恋人たち  –  (3:53)
10. オリーブの午后  –  (3:38)
11. 白い港  –  (4:09)
12. Water Color  –  (4:07)
13. ♡じかけのオレンジ  –  (2:50)
14. A面で恋をして（Choナシ）  –  (3:12)

### クレジット

#### SANO's SIDE
| Engineers | : | - 飯泉“TOPPY”俊之 - 水谷照也 - 中山大輔 |

| Assistant : 坂元“SMILEY”達也             |
| Re-Mix Engineer : 吉野金次               |
| Recorded at CBS/Sony Roppongi, TAKE ONE. |
| Re-Mixed at TAKE ONE Studio              |

| Direction | : | - 小坂洋二 (EPIC SONY) - 早川隆 (THUNDER MUSIC) - 伊藤銀次 |

| Arranger : 佐野元春                              |
|                                                  |
| «MUSICIANS»                                      |
| Dr : 山木秀夫、島村英二                          |
| E.B : 小野田“diet”清文                           |
| W.B : 荒川康男                                   |
| E.G : 村松邦男、今剛、土方隆行、伊藤銀次、矢島賢 |

| A.G | : | - 青山徹、土方隆行、谷康一、吉川忠英、安田裕美、 - 笛吹利明、田代耕一郎 |

| Key : 西本明、佐野元春、国吉良一                 |
| Per : 鳴島英治、高杉登、柴田“daddy”光久          |
| Horns : 数原晋、小林正弘、柴田“daddy”光久        |
| Cho : プリティ・フラミンゴス、佐野元春、伊藤銀次 |
| Str.Arr : 大村雅朗                               |

| Guests | : | - 蒲田野次馬ブラザーズ (2) - The Heartland (2) - Uncle Cornel Thanders (3) |

| Thanks | : | - Music Land & Take One Studio's - Coffee |

#### SUGI's SIDE
| Engineers : 助川健、大野邦彦 |

| Assistants | : | - 伊東俊郎、大城健、 - 高松幹大、渡辺茂実、 - 川部修久、鈴木良博 |

| Re-Mix Engineer : 助川“GH”健 |

| Recorded at | - CBS/Sony - Sound City, TAKE ONE |

| Re-Mixed at | - CBS/SONY, - Roppongi & Shinanomachi |

| Direction | : | - 鈴木幹次 (東京音楽出版) - 須藤晃 (CBS/SONY) |

| Arranger : 杉真理                          |
|                                            |
| «MUSICIANS»                                |
| Dr : 林立夫、藤本吉文、島村英二            |
| E.B : 岡沢茂、高嶋正博                     |
| E.G : 鈴木茂、杉真理、佐々木信教           |
| A.G : 吉川忠英                             |
| Key : 佐藤準、中西康晴、堀口和男、嶋田陽一 |
| Per : 石井宏太郎                           |
| Horns : 数原晋、小林正弘、山田栄           |
| Cho : 杉真理、堀口和男                     |
| Str.Arr : 佐藤準                           |
| Guest : 佐野元春 (5)                       |

#### OHTAKI's SIDE
| Recording & Re-Mixed Engineer : 吉田“座頭ミックス”保 |

| Assistants | : | - Papilapopa 大野、 - マイムマイム 大城、Yakiniku 川部、 - Golf 芳川、Kusomajime 深田、 - コケティッシュ 渡辺、メトロノームAtom |

| Recorded & Re-Mixed at | - CBS/Sony Studio, - Roppongi & Shinanomachi |

| Direction : 白川隆三 (CBS/SONY) |
| Arranger : CHELSEA              |
|                                 |
| «MUSICIANS»                     |
| Dr : 青山純、林立夫、島村英二   |
| E.B : 長岡道夫、後藤次利        |
| W.B : 荒川康男                  |
| E.G : 鈴木茂、村松邦男          |

| A.G | : | - 吉川忠英、安田裕美、笛吹利明、徳武弘文、 - 加藤博之、鳴海寛、三畑卓次、宮本浩和、 - 松下誠、荻谷清 |

| Key | : | - 井上鑑、国吉良一、難波弘之、松任谷正隆、 - 中西康晴、山川恵津子 |

| Per | : | - 鳴島英治、川瀬正人、石井宏太郎、高杉登、 - 菅原由紀、斉藤ノブ、横山達治、片山茂光、木村誠、 - 納見義徳 |

| Horns | : | - 斉藤清、稲垣次郎、Jake H.Cousepsion、 - 砂原俊三、原田忠幸 |

| Harp : 山川恵子、入江愛子        |
| Mandola : 宇都宮積善、和智秀樹   |
| Str Arr : 井上鑑、松任谷正隆 (1) |
| Thanks To ヨロシタ ミュージック  |

| Motoharu Sano appears by the Courtesy of EPIC/SONY Records |
| Ginji Itoh appears by the Courtesy of POLYSTAR Records     |
| Produced by EIICHI OHTAKI                                  |
| Remastered on Nov & Dec. 2011                              |
| Engineer: TETSUYA NAITOH                                   |
|                                                            |
| 30th Reissue Staff                                         |
| 柿崎景二 (ADA 7000R)                                       |
| 内藤哲也 (Sony Music Studios Tokyo)                        |
| 城田雅昭 (Director)                                        |
| 笛吹銅次 (Niagara)                                         |

#### スタッフ
- PRODUCER: 大瀧詠一
- CO-PRODUCERS: 佐野“ライオン”元春、杉“Baby Talk”真理
- ENGINEERS: 吉田保、吉野金次、助川健
- COVER DESIGN: 中山泰

## リリース履歴
| #  | 発売日                         | リリース                                    | 規格                   | 品番                        | 備考 |
| -- | ------------------------------ | ------------------------------------------- | ---------------------- | --------------------------- | --- |
| 1  | 1982年3月21日                  | ナイアガラ ⁄ CBSソニー                      | LP                     | 28AH 1441 (NGLP-533,534-NT) | 帯の代わりにステッカーが貼られる。 |
| 2  | 1982年3月21日                  | ナイアガラ ⁄ CBSソニー                      | CT                     | 28KH 1130                   | |
| 3  | 1982年10月1日                  | ナイアガラ ⁄ CBSソニー                      | CD                     | 35DH 2 (NGCD-8-NT)          | プレス時期によりマスタリング違いが3種類存在する。初回プレスのみ、盤の表面がゴールドになっている。セカンドプレスはシルバー。サードプレスはシルバー+アーティスト番号入り。 |
| 4  | 1989年6月1日                   | ナイアガラ ⁄ CBSソニー                      | CD                     | 27DH 5301 (NGCD-2-NT)       | 1989年リマスター、「A面で恋をして」をカットした全12曲。 |
| 5  | 1989年6月1日                   | ナイアガラ ⁄ CBSソニー                      | CT                     | 27KH 5301                   | 1989年リマスター、「A面で恋をして」をカットした全12曲。 |
| 6  | 1991年3月21日                  | ナイアガラ ⁄ CBSソニー                      | CD                     | CSCL 1662 (NGCD-2-NT)       | CD選書シリーズの一枚。全13曲のオリジナルに戻る。 |
| 7  | 1997年10月22日                 | ナイアガラ ⁄ ソニー                         | MD                     | SRYL 7321 (NGMD-2-NT)       | MD選書シリーズの一枚。全13曲。 |
| 8  | 2002年3月21日                  | ナイアガラ ⁄ ソニー                         | CD                     | SRCL 5001 (NGCD-2-NT)       | - 『NIAGARA TRIANGLE Vol.2 -20th Anniversary Edition-』 - 2002年リマスター、ボーナス・トラック6曲追加。 |
| 9  | 2012年3月21日                  | ナイアガラ ⁄ ソニー                         | 2CD                    | SRCL 8002-3                 | - 『NIAGARA TRIANGLE Vol.2 30th Edition』 - Disc1に『NIAGARA TRIANGLE Vol.2』30thリマスター、Disc2に全曲分の純カラオケを収録。「A面で恋をして」だけはコーラス有り、無しと2バージョンのカラオケを収録、全14曲分のカラオケで構成。 |
| 10 | - 2014年3月19日 - 2014年4月1日 | ナイアガラ ⁄ ソニー                         | デジタル・ダウンロード | -                           | 通常音質（全13曲：AAC 128/320kbps） |
| 11 | 2015年3月21日                  | ナイアガラ ⁄ ソニー                         | CD                     | SRCL 8702                   | 『NIAGARA CD BOOK II』(12CD:SRCL 8700-11)の中の一枚、20周年盤、30周年盤とは異なったアナログ・マスターを使用しての新規リマスター音源収録。 |
| 12 | 2022年3月21日                  | ナイアガラ ⁄ ソニー・ミュージックレーベルズ | 2CD                    | SRCL 12310~11               | - 『NIAGARA TRIANGLE Vol.2 40th Anniversary Edition』 - Disc-1は1982年にリリースされた『NIAGARA TRIANGLE Vol.2』を2022年最新リマスター音源で収録。Disc-2には、1982年のオリジナル盤リリース時に大滝詠一が自ら制作したスペシャル・ラジオプログラム「スピーチ・バルーン 1982」を完全収録。更に、『ニッポン放送「スピーチ・バルーン 2012」』も併せて収録。更に、ボーナス・トラックとして「A面で恋をして」唯一のライブ音源 [1981/12/3 Headphone Concert Version]も収録した2枚組通常盤。 |
| 13 | 2022年3月21日                  | ナイアガラ ⁄ ソニー・ミュージックレーベルズ | 2LP                    | SRJL 1235~6                 | - 『NIAGARA TRIANGLE Vol.2 40th Anniversary Edition』 - Sony Music Studios Tokyoによる2022年版最新カッティング。重量盤12インチ33回転2枚組仕様、完全生産限定盤。 |